# إيزوبروبيل بالميتات
إيزوبروبيل بالميتات، هو إستر لكحول الإيزوبروبانول وحمض البالمتيك. وهو عامل مطري ومرطب ومكثف وعامل مضاد للكهرباء الساكنة. الصيغة الكيميائية هي CH3(CH2)14COOOCH(CH3)2.

## الأسماء المرادفة
Crodamol IPP ; Deltyl ; Deltyl prime ; Emcol-IP ; Emerest 2316 ; Estol1517 ; hexadecanoic acid isopropyl ester ; hexadecanoic acid 1-methylethyl ester ; Isopal Isopalm ; isopropyl hexadecanoate ; Ja-Fa IPP ; Kessco IPP ; palmitic acid isopropyl ester plymouth IPP ; Propal ; Protachem IPP Starfol IPP ; Stepan D-70 ; Tegester Isopalm ; Unimate IPP ; USAF KE-5 ; Wickenol 111.

## الاستخدام الصيدلاني
عامل استحلابي، مذيب زيتي، محلول.
يُعتبر إيزوبروبيل بالميتات عاملاً مستحلباً غير زيتي ذو خصائص انتشار جيدة، يُستخدم في الأشكال الصيدلانية موضعية التطبيق وفي المستحضرات التجميلية مثل :
( زيوت الحمام، الكريمات والغسولات، الماكياجات Make up، منتجات العناية بالشعر، مزيل التعرق، طلاء الشفاه )
كما يُستخدم إيزوبروبيل بالميتات في الأفلام ذات التحرر المضبوط عبر الجلد.

## التأثير على صحة الجسم
يُستخدم إيزوبروبيل بالميتات بشكل واسع في المستحضرات والأشكال الصيدلانية الموضعية التطبيق ويُشار إلى أنها مادة غير سامة وغير مخرشة.
```
  LD50 (mouse,IP) = 0.1 g/kg
  LD50 (rabbit,skin)> 5 g/kg
  LD50 (rat,oral)> 5 g/kg
```

## سلامة الاستعمال
تختلف الاحتياطات المتبعة أثناء التعامل مع المادة باختلاف التراكيز والظروف المحيطة.

## التنافرات
نفس تنافرات الإيزوبروبيل ميرستات.